# Аггей (Колосовський)
Антоній Колосовський (чернече ім'я — Аггей; *1738, Білики — †24 жовтня 1792, Переяслав) — український релігійний діяч доби Гетьманщини. Єпископ Відомства православного сповідання Російської імперії. Єпископ Бєлгородський i Обоянський.

## Біографія
Народився в козацькій сім’ї містечка Білики Полтавського полку (нині смт. Білики Кобеляцького р-ну Полтавської обл.). До 1759 навчався у Києво-Могилянській академії. По закінченні філософського класу став послушником Києво-Печерської лаври.
8 квітня 1759 року пострижений у чернецтво під іменем Аггея у Києво-Печерській лаврі, де потім, перебуваючи протягом 10 років, мав посаду справщиками книг друкарні, а пізніше — проповідника в сані соборного ієромонаха.
Ухвалою синоду від 1769 Колосовського викликано до Санкт-Петербурга й призначено законовчителем Санкт-Петербурзького морського кадетського шляхетського корпусу. У 1774 — архімандрит Нижньогородського Вознесенського Печерського монастиря.
Від 1774 до 1786 — єпископ Бєлгородський i Обоянський. Керуючи Бєлгородською єпархією, багато уваги приділяв розвиткові навчальних закладів, особливо Харківського колегіуму. Завдяки піклуванню Колосовського реставровано Харківський Успенський собор, i після реставрації освячено його в присутності генерал-фельдмаршала графа П. О. Румянцева-Задунайського.
У зв'язку з погіршенням стану здоров'я Колосовського відправлено «на спочинок» до Переяславського Вознесенського монастиря з правом керувати ним. Тут він прожив шість років. За ініціативи Антонія в Михайлівському монастирі споруджено муровану гробницю для мощей Макарія, архімандрита Овруцького. В останній період життя Колосовський уже не міг ходити та виконувати богослужіння, тому під час великих релігійних свят i в час перенесения мощей преподобного мученика Макарія його носили навколо храму на ношах.
Помер Колосовський у Вознесенському монастирі, де й похований. Збереглася його друкована промова, піднесена імператриці Катерині II у 1770 році під час спуску на воду нового корабля. Твір, що вважався бібліографічною рідкістю у XIX столітті, відзначається високою художністю.